# Icon of the Seas (schip, 2023)
De Icon of the Seas is het vlaggenschip van de Amerikaanse cruisemaatschappij Royal Caribbean International. Het cruiseschip werd gebouwd door het Finse Meyer Turku en is op 26 januari 2024 in gebruik genomen. Voorafgaand aan de eerste reis werd het schip gedoopt door voetballer Lionel Messi.
Met een lengte van 365 meter en een brutotonnage van 250.800 volgde het Wonder of the Seas op als grootste cruiseschip ter wereld.

## Geschiedenis
Royal Caribbean en Meyer Turku kondigden in 2016 aan te starten met de bouw van twee cruiseschepen onder de benaming Icon.
De bouw van Icon of the Seas startte in juni 2021. Een jaar later bevestigde Royal Caribbean dat het schip groter zou worden dan de Oasis class, een andere klasse cruiseschepen van het bedrijf.
Op 19 juni 2023 begon de proefvaart in open water. Deze testfase is onderdeel van het programma om te onderzoeken of het schip zeewaardig is bevonden. Zo wordt gekeken naar de prestaties, het materieel en veiligheid van het cruiseschip. Een succesvolle testfase leidt tot certificering.

## Voorzieningen
Het schip bestaat uit acht 'buurten' met elk een eigen thema, waarvan de "AquaDome"-buurt nog niet eerder voorkwam bij de schepen van Royal Caribbean. Die buurt heeft onder andere een 17 meter hoge waterval. Daarnaast is er het "Central Park", een park met zo'n 21 duizend echte planten op het schip. Verder zijn er de buurten "Surfside", "Chill Island", "Royal Promenade", "The Hideaway", "Thrill Island" en "Suit Neighborhood".
Daarnaast zijn er in totaal 40 restaurants en uitgaansgelegenheden. Het schip heeft onder andere een conferentiecentrum, medische faciliteit, een openluchtbioscoop, casino, een muziekhal, basketbalveld, en een theater.
Royal Caribbean heeft naar eigen zeggen het grootste waterpark op zee met zeven zwembaden, zes waterglijbanen, negen whirlpools, een waterval en een landschapszwembad. Daarnaast zijn er speelplekken en een "chill island" met bar in het water.

## Technische eigenschappen
Icon of the Seas wordt aangedreven door zes multi-brandstofmotoren van Wärtsilä met een totaal vermogen van 67.500 kW. Deze motoren gebruiken hoofdzakelijk vloeibaar aardgas (LNG), maar kunnen ook draaien op stookolie. Een alternatieve energiebron zijn de aanwezige brandstofcellen, waarmee het schip van elektriciteit en schoon drinkwater wordt voorzien.
Het cruiseschip heeft een lengte van 365 meter, er zijn 20 dekken, 2805 hutten, en biedt plek aan 5.610 passagiers (bij dubbele bezetting) en 2.350 bemanningsleden. Maximaal kunnen er 7.600 passagiers aan boord.